# Kurt Bertram von Döring
Kurt Bertram von Döring (Ribbekardt, 18 febbraio 1889 – Medingen, 9 luglio 1960) è stato un generale e aviatore tedesco, asso dell'aviazione durante la prima guerra mondiale con 11 vittorie accertate Dopo la fine della Grande Guerra lavorò in Sud America come istruttore presso la Fuerza Aérea Argentina (1923-1927) e la Fuerza Aérea del Perú (1927-1929), e dal 1930 al 1932 fu membro della missione aerea tedesca in Cina. Rientrato in servizio nella Luftwaffe nel 1934, fu comandante di numerosi reparti da combattimento.

## Biografia

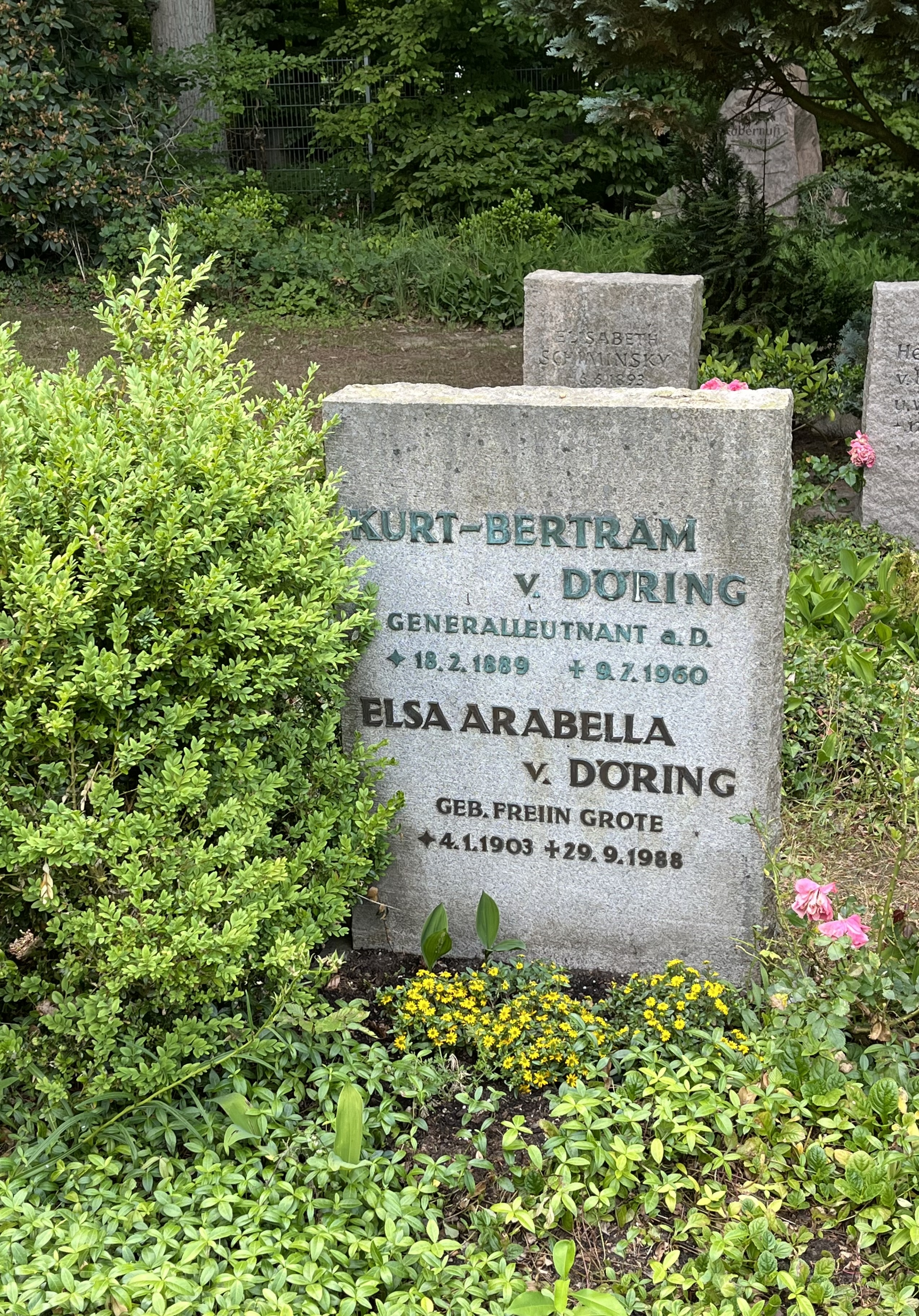
Lapide di Kurt-Bertram von Döring nel cimitero di Medingen, distretto amministrativo di Uelzen, Bassa Sassonia, Germania.

Nacque il 18 febbraio 1889 a Ribbekardt, in Slesia. Il 14 marzo 1907 si arruolò nel Deutsches Heer assegnato allo 1. Großherzoglich Mecklenburgisches Dragoner-Regiment Nr. 17. A metà del 1913 si trasferì alla Luftstreitkräfte e nel maggio 1914 si unì al Festung Flieger-Abteilung a Colonia.
Verso la fine del 1914, in piena prima guerra mondiale, fu assegnato al Flieger-Abteilung 38 entrando in servizio il 1° febbraio 1915. Prestò poi servizio con il Sonderstaffel Nr. 2 nel 1916. Considerato un abile ufficiale amministrativo e un leader, oltre che un pilota costante e affidabile, dopo il servizio con il Flieger-Abteilung (Artillerie) 227, assunse il comando della Jagdstaffel 4 l'8 aprile 1917. Ottenne la sua prima vittoria pochi giorni dopo, il 14 aprile 1917, abbattendo un Nieuport a sud di Fresnay. Il 1 maggio abbatté un Sopwith Triplane su Rouvroy, il 9 giugno un Nieuport su Zandvoorde, il 22 luglio uno SPAD a nord di Bixschoote; continuò a collezionare vittorie fino al 4 ottobre, quando ottenne la sua undicesima e ultima a spese di uno Sopwith Camel. Il 14 dicembre 1917, gli fu conferito la Croce di Cavaliere dell'Ordine di Hohenzollern per accompagnare la sua Croce di Ferro di prima classe.
Promosso Rittmeister il 28 novembre 1917, rimase al comando della Jagdstaffel 4 fino al 19 gennaio 1918, dopodiché assunse il comando dello Jagdgruppe Nr. 4. Ad agosto assunse il comando della Jagdstaffel 66 e pochi giorni dopo della Jagdstaffel 1. Al termine del conflitto aveva conseguito 11 vittorie aeree.
Rientrò al 1. Großherzoglich Mecklenburgisches Dragoner-Regiment Nr. 17 il 1° dicembre 1918. Ritornato in aviazione, fu consigliere della Fuerza Aérea Argentina dal 1923 al 1927 e della Fuerza Aérea del Perú fino al 1929. Dal 1930 al 1932 fu membro della missione aerea tedesca in Cina.
Rientrò in servizio nella Luftwaffe il 1º giugno 1934, con il grado di maggiore, posto al comandò la Fliegerschule C7 a Celle. Il 1 aprile 1935 divenne Komandeur della I. Gruppe dello Jagdgeschwader 132 "Richthofen", il 20 aprile 1936 Kommodore dello Jagdgeschwader 134 "Horst Wessel", il 1 novembre 1938 Komodore dello Jagdgeschwader 142, il 1 gennaio 1939 Kommodore dello Zerstörergeschwader 142, e il 1 maggio 1939 Kommodore dello Zerstörergeschwader 26. Promosso tenente colonnello il 1 gennaio 1936, divenne colonnello il 1 aprile 1938. Dal 15 dicembre 1939 al 1° dicembre 1940, con il grado di maggiore generale (ottenuto il 19 luglio 1940), fu al comando dello Jagdfliegerführer 2. Il 19 dicembre 1940 fu nominato Inspekteur der Jagd, Zerstörer und Schlachtflieger presso il Reichsluftfahrtministerium (RLM). Il 9 agosto 1941 divenne Jagdfliegerführer Mitte, l'8 settembre 1941 comandante della 1. Nachtjagd-Division, e fu promosso generalleutnant il 1 novembre 1941. Il 1 maggio 1942 fu nominato comandante della 1. Jagd-Division, e dal settembre all'ottobre 1943 fu comandante della 3. Jagd-Division. Il 10 novembre 1943 fu nominato ufficiale z.b.V. dello RLM e dell'Oberkommando der Luftwaffe, il 10 luglio 1944 nominato capo del dipartimento centrale (Zemtralamtsgruppe) dello RLM.
Dal 23 maggio 1945 al luglio 1947 fu prigioniero di guerra degli Alleati. Morì il 9 luglio 1960 a Medingen, circondario di Uelzen, nella Bassa Sassonia.